# Нидермурах
Нидермурах (њем. Niedermurach) општина је у њемачкој савезној држави Баварска. Једно је од 33 општинска средишта округа Швандорф. Према процјени из 2010. у општини је живјело 1.299 становника. Посједује регионалну шифру (AGS) 9376148.

## Географски и демографски подаци
Нидермурах се налази у савезној држави Баварска у округу Швандорф. Општина се налази на надморској висини од 423 метра. Површина општине износи 30,0 km². У самом мјесту је, према процјени из 2010. године, живјело 1.299 становника. Просјечна густина становништва износи 43 становника/km².